# The Econometrics Journal
The Econometrics Journal es una revista académica revisada por pares que cubre todas las áreas de investigación de econometría, desde temas teóricos y computacionales hasta metodológicos. Fue fundada en 1998 y el editor en jefe es Richard J. Smith (Universidad de Cambridge). La revista es publicada por Wiley-Blackwell en nombre de la Royal Economic Society (desde enero de 2019 el nuevo editor es Oxford University Press ). Según el Journal Citation Reports, la revista tenía en 2017 un factor de impacto de 1.15.